# Damen-Basketballnationalmannschaft von Gibraltar
Die Damen-Basketballnationalmannschaft von Gibraltar vertritt das britische Überseegebiet Gibraltar im internationalen Basketball und wird vom nationalen Basketballverband GABBA (englisch Gibraltar Amateur Basketball Association) organisiert.
Bisher konnte sich die Mannschaft noch zu keinem größeren internationalen Wettbewerb qualifizieren.

## Abschneiden bei internationalen Wettbewerben

### Olympische Spiele
| - keine |

### Weltmeisterschaften
| - keine |

### Europameisterschaften
| - keine |

## Kader
Eine Übersicht des Kaders findet sich beispielsweise auf dem Internetportal eurobasket.com (s. Abschnitt Weblinks).